# 도키오카 히로마사
도키오카 히로마사(일본어: 時岡 宏昌, 1974년 6월 24일 ~ )는 일본의 전 축구 선수이다.

## 구단 경력
과거 콘사돌레 삿포로에서 활동하였다.